# تیم گریفین (بازیگر)
تیم گریفین (به انگلیسی: Tim Griffin) (زاده ۱۹۶۹) بازیگر آمریکایی است.
از فیلم‌های معروف او می‌توان به بازی در فیلم کلاه چرمی‌ها ، آکواریوس، تکامل و ویوارد پینز اشاره کرد.